# Saudiarabien i olympiska vinterspelen 2022
Saudiarabien deltog i de olympiska vinterspelen 2022 i Peking i Kina mellan den 4 och 20 februari 2022. Det var landets debut i olympiska vinterspelen.
Saudiarabiens lag bestod av en manlig alpin skidåkare. Fayik Abdi var landets fanbärare vid öppningsceremonin. Vid avslutningsceremonin var en volontär landets fanbärare.

## Alpin skidåkning
| Idrottare  | Gren                 | Åk 1    | Åk 1      | Åk 2    | Åk 2      | Totalt  | Totalt    |
| Idrottare  | Gren                 | Tid     | Placering | Tid     | Placering | Tid     | Placering |
| ---------- | -------------------- | ------- | --------- | ------- | --------- | ------- | --------- |
| Fayik Abdi | Herrarnas storslalom | 1.21,44 | 51        | 1.25,41 | 45        | 2.46,85 | 44        |